# Gizela (hčerka Pipina Malega)
Gizela  je bila hčerka frankovskega kralja Pipina Malega in njegove žene Bertrade Laonske in sestra Karla Velikega in Karlmana I., * 757, † 810.
Zaročena je bila z Leonom, sinom bizantinskega cesarja Konstantina V., kasnejšim cesarjem Leonom IV., vendar se je zaroka razdrla.
Biograf Karla Velikega Einhard piše, da je bila že od ranega otroštva posvečene veri. Postala je nuna v samostanu  Chelles, kjer je nazadnje postala opatinja. Kot opatinja je vodila enega od najbolj  plodnih nunskih skriptorijev, ki so delovali  v 8. in 9. stoletju. Einhard pravi tudi, da je imela dobre odnose z bratom Karlom Velikim, ki se je »do nje vedel enako spoštljivo kot do svoje matere«. Umrla je leta 810 v samostanu, kateremu je služila večino življenja.
Karel Veliki in njegova žena Hildegarda sta po njej imenovala svojo hčerko. Gizela Mlajša je živela od leta 781 do 808, o njenem življenju pa je zelo malo znanega.